# 佐里夫卡 (波爾塔瓦區)
佐里夫卡（烏克蘭語：Зорівка）是烏克蘭的村落，位於該國中部波爾塔瓦州，由波爾塔瓦區負責管轄，處於波盧濟爾亞河畔，距離安德里伊夫卡1.5公里，海拔高度112米，2001年人口133。
49°39′46″N 34°26′2″E / 49.66278°N 34.43389°E